# Lake Winnebago
Der Lake Winnebago (dt. Winnebagosee, auch Kitchigaminsee) ist ein 557 km² großer See im US-Bundesstaat Wisconsin. 

## Lage
Er ist das größte vollständig in diesem Bundesstaat gelegene Gewässer: Die beiden Großen Seen Oberer See und Michigansee sind zwar größer, erstrecken sich aber nicht nur auf das Staatsgebiet Wisconsins. Er erstreckt sich über die Verwaltungsbezirke Winnebago, Calumet sowie Fond du Lac, ist rund 46 km lang und bis zu 16 km breit. Über den Fox River fließt er in den Michigansee ab.

## Orte
Bedeutende Städte am Ufer sind Neenah, Oshkosh und Fond du Lac.